# Ил дьо ла Сите
Ил дьо ла Сите (на френски: Île de la Cité) e един от двата запазили се острова на Сена в центъра на Париж в най-старата част на града.
Булевард дю Пале разделя острова на 2 приблизително еднакви части. Ил дьо ла Сите е съединен с двата бряга и със съседния Ил Сен Луи с помощта на девет моста: Понт Ньоф, Понт Менял, Понт Нотр Дам, Понт Д'Аркол, Понт Сен Луи, Понт дьо Л'Аршвеше, Понт о Дубл и Понт Сен Мишел. Най-старият от тях е Понт Ньоф (по ирония означаващо Новият мост). Посещаван е от многобройни туристи по всяко време на годината.
Само най-северната и най-западната част на острова са се запазили като жилищни райони, останалото са бизнеси и административни сгради. В тези жилищни райони са запазени къщи от 16. век. На острова се намират катедралата „Света Богородица“, готическата църква „Сент Шапел“ и най-старият затвор на Париж.